# 呉世勲
呉 世勲（オ・セフン、오세훈）は、韓国の政治家、弁護士。第33・34・38・39代ソウル特別市長、第16代国会議員。現在、国民の力所属。カトリック教徒。

## 来歴

### 生い立ち
ソウル特別市城東区に生まれる。本貫は海州呉氏。家庭は学校にも通わせるのが困難なほど貧しかったが、高校時代は弁論大会で1位に輝くなど優秀な生徒として知られていた。高校卒業後は高麗大学校英文科を受験するも不合格となり、韓国外国語大学へ進学し、1年後に高麗大学校法学科へ編入し、同大学で法学博士の学位を取得した。
1984年に第26回司法試験に合格し、司法研修院に17期で入所した。修了後は陸軍へ入隊、法務将校として勤務していたが、後に保安司令部（現・国軍機務司令部）情報処で正訓将校となった。1991年1月に、中尉で予備役に編入された。

### 弁護士時代
弁護士として開業した後は、仁川広域市富平区のアパートにおける日照権に関する訴訟で、被告の建設会社から13億ウォンの損害賠償を勝ち取った。これをきっかけに環境運動連合の創立に携わり、MBCで自身の冠番組を持つまでに至った。
他にも、1995年には大韓弁護士協会環境問題研究委員会議員、1997年9月から淑明女子大学校で民事訴訟法の兼任教授、1998年1月からアメリカのイェール大学・ロー・スクールの客員教授、2000年には環境運動連合法律委員会の委員長兼常任執行委員を務めた。

### 国会議員時代
2000年にハンナラ党の公薦で、第16代総選挙に出馬・当選して国会議員となった。党院内部総務などを歴任したものの、党執行部との確執があったことなどから、2004年の第17代総選挙には出馬せず、1期で政界を引退した。

### 弁護士復帰後
政界を引退した後は弁護士活動を再開し、2004年6月5日に統営市、6月27日に束草市でそれぞれ開催されたトライアスロンに参加したりなどもした。また、議員活動の中で得た2500万ウォンの残余金を、1500万ウォンを環境財団、1000万ウォンをソウル文化財団に寄付した。また、新聞広告で得た収益金3000万ウォンを障害者や北朝鮮の子供達をサポートするための社会福祉法人・大韓社会福祉会に寄託したりなどもしたが、一部ではそれらの行為を、ソウル市長選挙出馬を意識したものではないかとの声も挙がったが、呉は2005年3月10日付のインタビューの中で、ソウル市長選への出馬は全く意識していないと語った。
だが、同年6月の世論調査において、呉はソウル市長に相応しい人物の1位に選ばれたことから、市長選への出馬を仄めかす発言をするようになった。その後は、11月2日の毎日経済新聞のインタビューの中で、市長選へ出馬しない意向を表明したものの、翌2006年4月5日に開かれたウリ党の康錦実前法務部長官が市長選への出馬を表明したことから、ハンナラ党の少壮派が呉の出馬を主張し、党執行部も党内予備選への参加を要求した。このことから4月9日に呉は予備選への参加を正式に表明し、瞬く間に党内における支持の取り付けに成功し、4月25日の世論調査では65.05%の支持、予備選においても約41%の得票率を得て、ハンナラ党のソウル市長候補となった。
市長選では、途中弁護士時代に撮った浄水器のCMが、選挙の90日前以降も放送されていることが、写真広告を禁止した選挙法に違反するとして告訴されたりするといった逆風にさらされながらも、5月20日に朴槿恵党代表が遊説中に暴漢に襲撃された事件をきっかけに、党と呉への支持率が急上昇し、ハンナラ党は5月31日に行われた第4回全国同時地方選挙で、全国16ヶ所の広域団体長選挙において12勝を挙げ、呉もソウル市長に当選した。

### ソウル市長として

#### 公約
呉のソウル市長としての公約は、江北開発と大気質改善事業に焦点を合わせたものだった。セウン商店街や東大門運動場の撤去、江北中心のニュータウンを50ヶ所建設、英語体験村設置などを通じて、江北の環境を改善する、大気質改善の為にバスを天然ガスで走るものに入れ替え、古い貨物車を廃棄誘導する、といった政策を立てた。

#### “デザインソウル”政策
呉はソウル市長として「デザインソウル」という名目で「漢江ルネサンスプロジェクト」や「東大門デザインプラザ&パーク」などの事業を広げた。これが功を奏し、国際産業デザイン団体協議会の2007年秋の総会で、2010年の「世界デザイン首都」にソウル市が選定されることとなった。しかし一方で、公共デザインの概念で始まったこの政策が、土建事業者達中心の開発政策によって、変質されているという批判もある。

#### 2010年ソウル市長選挙への再出馬
2010年4月14日、同年6月2日に予定されているソウル市長選挙への再出馬を表明した。出馬表明会見では、公教育の正常化や低所得者層への教育福祉の強化を打ち出し、それに加えて保育支援、高齢社会対策、雇用創出など「5大ソウル市長像」を発表した。そして、5月3日、ハンナラ党のソウル市長選挙候補を決定する党内選挙で68％余の票を獲得、他の2人候補を大差で破り、市長選挙における同党候補に選出された。
全国同時地方選挙の一環で行われた市長選挙において、開票率99％を超えた時点でも当確が出ないほどの大接戦を野党候補である韓明淑元国務総理（民主党）と展開したが、僅差で韓候補を押さえて再選することに成功した。

#### 給食無償化住民投票不成立・市長職辞任
2011年になり野党の民主党が小中学校の全児童・生徒に対する学校給食を無償化することを議会にて決議。呉はこれを「福祉ポピュリズム」であるとして反対し、所得の少ない半数を無償化する無償給食調停案を発表。市民による住民投票に委ねられた。開票が実施される基準となる投票率33.3％を越すために投票を促し、住民投票実施を前にした21日には投票が成立しなかった場合には市長職を辞任する旨を表明し、投票成立に全力を傾けた。しかし、8月24日の住民投票では野党民主党や市民団体が投票ボイコットを呼びかけたこともあり、投票率は25.7％にとどまり投票成立要件の3分の1に達せず、住民投票は無効となった。このため呉は市長辞職を表明。住民投票不成立と呉市長の辞任は、2012年に行われる総選挙、大統領選挙を控えているハンナラ党にとって打撃となった。住民投票不成立の責任をとって市長を辞任した呉世勲の後任を決める補欠選挙は10月24日に行われたが、漢江ルネサンス事業やデザインソウル事業など呉世勲が市長として取り組んできたプロジェクトの実施を危ぶむ声もある。

### 国会議員選挙
2016年4月15日に行われた第20代総選挙でソウル特別市鍾路区選挙区からセヌリ党公認候補として出馬したが、共に民主党の現職議員・丁世均に大差で敗れて落選した。
2017年1月5日にセヌリ党を離党。正しい政党の結党に関わったが、2018年2月5日、正しい政党と国民の党の統合（正しい未来党の結党）方針に反対し、正しい政党を離党した。2018年11月に自由韓国党に入党。2019年2月に行われた党代表選挙に出馬し、黄教安前国務総理に破れたものの、得票数の一部を構成する一般国民の世論調査では黄教安を得票率で12.5ポイント上回り1位だった。

### ソウル市長返り咲き
2021年1月17日、2020年7月9日に朴元淳市長が死去したことに伴い4月7日に執行されるソウル市長補欠選挙への立候補を表明。与党からは朴映宣が出馬するのに対し、野党からは国民の党総裁の安哲秀も立候補を表明していたが、世論調査の結果を踏まえて野党統一候補として呉に一本化された。選挙では57.50％の票を獲得し当選。
2022年6月1日の第8回全国同時地方選挙のソウル市長選で対立候補の宋永吉を破り当選した。これにより呉は史上初の4選ソウル市長となった。また、ソウル特別市内の25区と426行政洞（投票所数は全部で425）で全て相手候補に勝利したという「純度が高い」勝ち方であった。

## 家族・エピソード
妻は世宗大学校映画芸術学科教授、劇団「ムルギョル」代表のソン・ヒョノク、長女は舞台女優である。
妹はIT専門家で、KTコーポレーションセンターやSKグループで専務などを務めた。彼女は2016年の第20代総選挙の前に共に民主党の比例代表を申請し、書類審査を通ったが、面接までは誰も呉世勲の妹だと気付かず、後に自ら申請を撤回した。
前述の通り、弁護士時代にはテレビ番組の司会者以外にスーツや浄水器のCMにも出演していた。
趣味はトライアスロンである。2005年の統営国際トライアスロン大会ではタレントのソン・イルグクおよび障がい者マラソン選手のペ・ヒョンジンとチームを組んで出場した。